# Kurt Opitz (Maler)
Kurt Opitz (* 13. Dezember 1887 in Neustadt bei Leipzig; † 28. Januar 1968 in Leipzig) war ein deutscher Maler und Gebrauchsgrafiker.

## Leben und Werk
Opitz war der Sohn des Leipziger Kartographen Carl Opitz („Eisenbahn- und Verkehrs-Atlas von Europa“, 1894) und dessen Frau Clara, geb. Sieler. Er studierte u. a. zusammen mit Max Schwimmer an der Königlichen Akademie für graphische Künste und Buchgewerbe in Leipzig Gebrauchsgraphik. 1913 heiratete er Else Sieler. Am 25. Dezember 1913 wurde ihr Sohn Dietrich geboren. Das Leipziger Adressbuch wies ihn z. B. 1943 als „Kunstmaler, Gebrauchsgrafiker“ in der Naunhofer Straße 60 aus. Opitz war Zeitgenosse und Freund vieler bekannter Leipziger Graphiker und Maler wie Emil Bock, Georg Kretzschmar, Alfred Krüger oder Hans Peters. Er entwarf u. a. Filmplakate und schuf Illustrationen für Zeitschriften, insbesondere für Das Leben, und Buchillustrationen. Sein Stil erstreckt sich vom Impressionismus über Jugendstil bis zum Expressionismus und Naturalismus. 
In der Zeit des Nationalsozialismus war Opitz Mitglied der Reichskammer der bildenden Künste. Er nahm als Soldat der Wehrmacht am Zweiten Weltkrieg teil und arbeitete nach der Entlassung aus der Kriegsgefangenschaft wieder freischaffend als Maler und Grafiker in Leipzig. Seit 1952 gehörte er dem Verband Bildender Künstler der DDR (VBKD), Sektion Gebrauchsgrafik in Leipzig, an.

## Werke (Auswahl)

### Malerei
- Pflasterer (Öl)[4]

### Buchillustrationen (unvollständig)
- Alexander von Gleichen-Rußwurm: Von Mannes Wert und Willen. Max Koch Verlag, Leipzig, ca. 1922
- Eva-Maria Brausewetter: Gertrud. Max Koch Verlag, Leipzig, 1924
- Richard Wenz (Hrsg.): Tausend Jahre Rheinische Dichtung. Max Koch Verlag, Leipzig, 1925
- Ernst Stemmann: Mit sonnenhellen Augen. Max Koch Verlag, Leipzig
- Paul Bindels: Der Sprung aus der Zirkuskuppel. Ein Kleiner Zirkusroman. Gustav Weise Verlag, Leipzig + München, 1936 (mit einem Geleitwort von Carl Krone)

## Weitere Ausstellungen (unvollständig)
- 1940: Wurzen ("6. Wurzener Kunstausstellung")
- 1943: Leipzig, Museum der bildenden Künste („Große Leipziger Kunstausstellung“)
- 1954: Altenburg/Thür., Lindenau-Museum („100 Jahre Staatliches Lindenau-Museum“)